# Epopterus geniculatus
Epopterus geniculatus es una especie de coleóptero de la familia Endomychidae.

## Distribución geográfica
Habita en Bolivia.